# Núr
Núr (persky موشک نور‎, česky světlo) je protilodní raketová střela dlouhého doletu vyráběná v Íránské islámské republice. Raketa byla poprvé testována v dubnu roku 2006 a účastnila se nedávného cvičení íránské armády v Hormuzském průlivu v roce 2010. V současné době jsou rakety ve výzbroji fregaty Džamárán (třída Moudž). Raketa je součástí výzbroje Íránských revolučních gard. Tato raketa byla poprvé odzkoušena v únoru roku 2010 při námořním vojenském cvičení v Perském zálivu.

## Popis
Raketa Núr je kopie čínské protilodní rakety C-802 s maximálním doletem 200 km. Raketa je poháněna tryskovým motorem Toloue 4 což je kopie francouzského motoru Microturbo TRI 60.